# 아메리칸 좀비
《아메리칸 좀비》(영어: American Zombie)는 미국에서 제작된 그레이스 리 감독의 2007년 모큐멘터리 공포 영화이다. 오스틴 베이시스, 수지 나카무라 등이 출연하고, 이인아가 제작하였다.

## 줄거리
이 세계에서 좀비는 세 종류로 나눠진다. 1) 조지 A. 로메로 영화에서처럼 지각력이 부재하며 짐승과 같은 경우 2) 단순 노동이 가능한 유형 3) 기억력과 인격이 부족하나 고기능으로 인간에 가까운 부류.
다큐멘터리 영화 제작자 존은 로스앤젤레스 좀비 문화 폭로를 위해 그레이스를 고용한다. 좀비 축제에서는 식인이 벌어진다는 소문이 있다.

## 출연
- 그레이스 리 - 허구화한 본인 역
- 존 솔로몬 - 허구화한 본인 역
- 오스틴 베이시스 - 이반 역
- 수지 나카무라 - 주디 역
- 앨 비센테이 - 조엘 역
- 제인 이디스 윌슨 - 리사 역
- 앤드루 애먼드슨
- 앨리스 앰터
- 존 더빈
- 모니크 에드워즈
- 유리 엘빈
- 제리 캐츠먼
- 오시 메어
- 레이먼드 마
- 필립 뉴비
- 버네사 피터스
- 트레이시 소프
- 마리아 안토니에타 바스케스

## 기타 제작진
- 총괄 제작: 정훈탁
- 배역: 존 잭슨
- 미술: 네이선 애먼드슨
- 사운드 디자인: 피트 호너